# 우치무라 요시히로
우치무라 요시히로(内村 圭宏, 1984년 8월 24일 ~ )는 일본의 전 축구 선수이다.

## 구단 경력
그는 2003년부터 2018년까지 J리그의 오이타 트리니타, 에히메 FC, 홋카이도 콘사돌레 삿포로에서 활동하였다.